# Domonic Jones
Domonic Jones (Richmond, Virginia, 26 de agosto de 1981) es un exjugador de baloncesto estadounidense que desarrolló la práctica totalidad de su carrera profesional en la liga alemana. Con 1,86 metros de estatura, jugaba en la posición de base. 

## Trayectoria deportiva

### Universidad
Jugó cuatro temporadas con los Rams de la Universidad de la Mancomunidad de Virginia en las que promedió 13,5 puntos, 3,8 rebotes, 2,9 asistencias y 1,2 robos de balón por partido. En 2002 fue incluido en el mejor quinteto de la Colonial Athletic Association, algo que repitió en 2004, cuando también fue elegido Jugador del Año de la conferencia.

### Profesional
Tras no ser elegido en el Draft de la NBA de 2004, fichó por el BG Karlsruhe alemán, donde jugó tres temporadas, siendo la mejor la última en la que promedió 15,6 puntos y 2,9 rebotes por partido.
En 2007 fichó por el Basketball Löwen Braunschweig, donde jugó una temporada en la que promedió 11,6 puntos y 2,2 asistencias por partido. Al año siguiente firmó con el BSG Basket Ludwigsburg, equipo en el que permanecería dos temporadas, para jugar en 2010 en el Artland Dragons, donde sólo llegó a disputar nueve partidos, promediando 2,4 puntos y 1,9 rebotes.
En febrero de 2011 fichó por el RBC Verviers-Pepinster de la liga belga, jugando por primera vez de forma profesional fuera de Alemania, país al que regresó para poner fin a su carrera deportiva, en el club en el que debutó, el BG Karlsruhe.